# Гальстенбек
Гальстенбек (нім. Halstenbek) — громада в Німеччині, розташована в землі Шлезвіг-Гольштейн. Входить до складу району Піннеберг.
Площа — 12,6 км2. Населення становить 17 947 ос. (станом на 31 грудня 2020).